# Myles Staunton
Myles Staunton (* 24. September 1935; † 22. Juni 2011) war ein irischer Politiker der Fine Gael. Von 1973 bis 1977 war er Teachta Dála (Abgeordneter) im Dáil Éireann, dem irischen Unterhaus, sowie von 1977 bis 1982 und von 1989 bis 1993 Mitglied des Seanad Éireann, dem irischen Oberhaus des Oireachtas.
Staunton war ein Unternehmer. Er trat erstmals bei den Wahlen zum Dáil Éireann 1969 im Wahlkreis Mayo West an, hatte jedoch keinen Erfolg. Er konnte aber bei den Wahlen 1973 einen Sitz erringen, den er allerdings schon bei den Wahlen 1977 wieder verlor. Er wurde dann über die Verwaltungsliste in den Seanad Éireann gewählt und konnte diesen Sitz auch bei den Senatswahlen 1981 halten. Zwischenzeitlich hatte er ohne Erfolg bei der Europawahl in Irland 1979 kandidiert. 1982 schied er aus dem Seanad aus. Er versuchte noch einmal bei den Wahlen 1989 in den Dáil zurückzukehren. Er scheiterte, konnte aber wiederum in den Seanad, diesmal über die Industrie- und Gewerbeliste, einziehen. Dort schied er im Juni 1993 aus. Er versuchte sein Glück noch einmal 1997, in den Seanad einzuziehen. Doch ihm war der Erfolg versagt.
Staunton war mit Marianne verheiratet, mit der er fünf Kinder hatte.